# Les Appendices (série télévisée)
 (juillet 2020).
Si vous disposez d'ouvrages ou d'articles de référence ou si vous connaissez des sites web de qualité traitant du thème abordé ici, merci de compléter l'article en donnant les références utiles à sa vérifiabilité et en les liant à la section « Notes et références ».
Cet article concerne la série télévisée. Pour le groupe d'humour, voir Les Appendices.
Les Appendices est une série télévisée québécoise en 111 épisodes de 22 minutes diffusée du 6 janvier 2009 au 5 décembre 2016, suivi de deux spéciaux diffusés en décembre 2017 et en février 2018 à Télé-Québec, ainsi qu'une saison de huit épisodes de 12 minutes intitulée De retour après la pause et mise en ligne le 5 novembre 2020 sur ICI TOU.TV.
Cette comédie à sketchs met en vedette les membres de la troupe du même nom.

## Synopsis
Cette série est présentée par sept humoristes et comédiens - jouant une multitude de personnages dans de courts sketchs absurdes, déjantés, incongrus, sans liens entre eux et transportant le téléspectateur dans divers univers.
Au niveau formel, la série emprunte les codes du DVD (avec ses contenus additionnels). Ainsi, dans chaque épisode, on retrouve entre les divers sketchs tous les suppléments propres à un DVD. On passe donc aléatoirement d’un sketch, aux coulisses, à un commentaire audio, à un director's cut, un blooper, etc.
À partir de la saison 4, en plus d'un nouveau générique et d'un nouveau style, chaque épisode met en vedette un invité spécial. Au fil des saisons, les apparitions des suppléments de DVD (coulisses, commentaire audio, director's cut) se font plus rare en faveur de personnages et sketchs récurrents (Cafétéria, Le Quotidien avec un Grand Q, les cours d'espagnol de Monsieur Puel, les trucs maison de Monsieur Mousteille, les objets perdus, Ma Opinion, Guy et René: Les Rois de la Main) se mêlant à la parodie (Zoumbadouwowpifpif, Téton et Tétine, l'Orifice national du fim du Canada). L'actualité fut aussi souvent parodiée.
Chaque épisode prend fin avec une chanson, puis une compilation des meilleurs bloopers.

## Distribution
- Dave Bélisle : Multiples
- Anne-Élisabeth Bossé : Multiples
- Jean-François Chagnon : Multiples
- Sonia Cordeau : Multiples
- Julien Corriveau : Multiples
- Dominic Montplaisir : Multiples
- Jean-François Provençal : Multiples

### Invités

#### Saison 4
- Claude Legault
- Emmanuel Bilodeau
- France D'Amour
- Éric Bernier
- Christian Bégin
- Pénélope McQuade
- Julie Le Breton
- Marcel Sabourin
- Macha Limonchik
- Antoine Bertrand
- Vincent Graton
- Sylvain Marcel

#### Saison 5
- Pierre Lapointe
- Yves P. Pelletier
- Pierre Brassard
- Stéphane Bellavance
- Véronique Cloutier
- Réal Bossé
- Marc Messier
- Guy Jodoin
- Alexis Martin
- Gaston Lepage
- Joël Legendre
- Simon-Olivier Fecteau

#### Saison 6
- Claude Legault
- François Perusse
- Francis Reddy
- Edith Cochrane
- Vincent Bolduc
- Guylaine Tremblay
- Mélanie Maynard
- Marc-André Grondin
- Éric Bruneau
- Jacques L'Heureux
- Diane Lavallée
- Denis Drolet

#### Saison 7
- Cœur de pirate
- Pierre-François Legendre
- François Létourneau
- Jean-Carl Boucher
- Xavier Dolan
- Micheline Lanctôt
- Élyse Marquis
- Rémi-Pierre Paquin
- Ève Landry
- Martin Drainville
- Martin Carli
- Éric Salvail
- Michel Rivard
- Stéphan Bureau

#### Saison 8
- Paul Doucet
- Louis Morisette
- Yves P. Pelletier
- Ghislain Taschereau
- Catherine Trudeau
- Louise Bombardier
- Élise Guilbaut
- Gildor Roy
- Louis-José Houde
- André Robitaille
- François Bellefeuille
- Vincent-Guillaume Otis
- Pierre Brassard

#### Saison 9
- Martin Matte
- Fabien Cloutier
- Sarah-Jeanne Labrosse
- Daniel Brière
- Katherine Levac
- Patrice Robitaille
- Michel Charette
- Julianne Côté
- Émilie Bibeau
- Antoine Vézina

## Production
En septembre 2010, Les Appendices ont lancé un nouveau site web (parallèlement au site original) baptisé "Le Chalet des Appendices", regroupant des capsules exclusives et une variété de parodies de jeux classiques (Mario Bros, Contra, Pac-Man, etc.).
À l’hiver 2017, après 111 épisodes, Télé-Québec annonce que l'émission ne serait pas de retour pour une 10e saison, par manque de budget. Ils font par la suite une revue de fin d’année Tourlou 2017 et un spécial pour les 50 ans de Télé-Québec 50 ans de télé et de Québec à l’hiver 2018.
À la fin de l'année 2020, ils reviennent à l'écran avec le même concept, plus compact, sur la plateforme ICI TOU.TV, intitulé Les Appendices : De retour après la pause. Aucune saison 2 fût annoncée.

### Équipe de production (saisons 1 à 3)
- Productrice : Marie Brissette : Productrice
- Producteur au contenu, réalisateur : Gilbert Dumas
- Réalisateurs : PAF (saison 1), Claude Fafard (saisons 2 et 3)
- Scénaristes : Dave Bélisle, Jean-François Chagnon, Sonia Cordeau, Julien Corriveau, Dominic Montplaisir, Jean-François Provençal
- Directeurs de la photographie : Steeve Desrosiers, Pierre-Antoine Fournier (PAF), Richard Hamel, Joël Provencher, Sébastien Gros (saisons 2 et 3), Marteen Kroonenberg (saison 3)
- Preneur de son : Philip Goyette (saison 1), Stéphane Houle et Benoit Leduc (saisons 2 et 3)
- Musique : Les Appendices
- Décoratrices : Roxanne Banning (saison 1), Karine Benard (saison 2),  Marie-Eve Lemieux (saison 3)
- Assistant Décorateur : Yves Fontigny
- Monteurs : François Normandin et David Plasse
- Assistant Monteur : Frédéric Nassif (saison 1 et 2), Laurence Belhumeur (saison 3)
- Costumière : Diane Lavoie (saisons 1 et 2), Marie-Lynn Beaulieu (saison 3)
- Assistante costumière : Marie-Lynn Beaulieu
- Maquilleuse-coiffeuses : Janik Fortin et Marie-Claude Paquette (saison 1), Brigitte Gareau (saison 2), Diane Lapointe (saisons 2 et 3), Karine Létourneau (saison 3)
- Éclairagiste : Éric Dionne
- Chef Électro : Yan Clément (saison 2), Pierre-Luc Asselin (saison 3)
- Régisseur d’extérieurs : Alexandre Piuze-Gualmini
- Assistant de production : Louis-Philippe Chagnon
- Coordonnatrice de production : Linda Sylvain (saison 1), Isabelle Viau (saisons 2 et 3)
- Direction de production : Julie Trudel (saison 1), Mélanie Viau (saisons 2 et 3)
- Adjointe à la production : Laurence Desrosiers
- Assistante à la réalisation : Isabelle Desmeules (saison 1), Julie Hogue (saisons 2 et 3)
- Société de production : Marie Brissette (2009-2015), KOTV (2015-2017)

## Produits dérivés

### DVDs
| Nom                       | Date de sortie    | Studio     | Format |
| ------------------------- | ----------------- | ---------- | ------ |
| Les Appendices - Saison 1 | 17 septembre 2013 | Eone films | DVD    |

## Distinctions

### Prix
- Prix Gémeaux 2015 : Meilleure interprétation: Humour
- Prix Gémeaux 2014 : Meilleure interprétation: Humour
- Prix Oliviers 2013 : Série humoristique à la télévision
- Prix GAMIQ 2013: Album humour de l'année
- Prix Gémeaux 2011: Meilleur site Web pour une émission ou série (dramatique, humour, variétés ou animation) pour Marie Brissette (Productions Marie Brissette), Jean-François Arseneau (ODD1), Julie Duhaime (Télé-Québec)
- Prix Gémeaux 2009 : Meilleur site Web pour une émission ou série (dramatique, humour, variétés ou animation) pour Nadine Dufour et Julie Duhaime (Télé-Québec)

### Nominations

#### Gala des prix Gémeaux

##### 2016
- Meilleure Série Humoristique
- Meilleure Interprétation (Humour) pour Dave Bélisle, Anne-Élisabeth Bossé, Sonia Cordeau, Jean-François Chagnon, Julien Corriveau, Dominic Montplaisir et Jean-François Provençal
- Meilleure Réalisation (Humour) pour Dave Bélisle, Jean-François Chagnon, Julien Corriveau, Dominic Montplaisir et Jean-François Provençal

##### 2015
- Meilleure Série Humoristique
- Meilleure Interprétation (Humour) pour Dave Bélisle, Anne-Élisabeth Bossé, Sonia Cordeau, Jean-François Chagnon, Julien Corriveau, Dominic Montplaisir et Jean-François Provençal
- Meilleurs Textes (Humour) pour Dave Bélisle, Sonia Cordeau, Jean-François Chagnon, Julien Corriveau, Dominic Montplaisir et Jean-François Provençal
- Meilleur habillage graphique (toute catégorie) pour Dave Bélisle et Jean-François Provençal
- Meilleur projet numérique (site web et/ou application mobile) pour une émission ou série humour et variétés pour "La web-réalité des Appendices" par Hélène Archambault (Télé-Québec), Jonathan Boivin (Télé-Québec) Marie Brissette (KOTV), Marie-Christine Tremblay (KOTV)

##### 2014
- Meilleure Série Humoristique
- Meilleure Interprétation (Humour) pour Dave Bélisle, Anne-Élisabeth Bossé, Sonia Cordeau, Jean-François Chagnon, Julien Corriveau, Dominic Montplaisir et Jean-François Provençal
- Meilleurs Textes (Humour) pour Dave Bélisle, Sonia Cordeau, Jean-François Chagnon, Julien Corriveau, Dominic Montplaisir et Jean-François Provençal
- Meilleur Montage (Humour, variétés toutes catégories) pour Dominic Montplaisir

##### 2013
- Meilleure Série Humoristique
- Meilleure Interprétation (Humour) pour Dave Bélisle, Anne-Élisabeth Bossé, Sonia Cordeau, Jean-François Chagnon, Julien Corriveau, Dominic Montplaisir et Jean-François Provençal
- Meilleurs Textes (Humour) pour Dave Bélisle, Sonia Cordeau, Jean-François Chagnon, Julien Corriveau, Dominic Montplaisir et Jean-François Provençal
- Meilleur Montage (Humour, variétés toutes catégories) pour François Normandin
- Meilleur projet numérique (site web et/ou application mobile) pour une émission ou série humour et variétés pour Dr Megalobio par Marie Brissette (Productions Marie Brissette), François Veillette (Trinôme)

##### 2012
- Meilleure Série Humoristique
- Meilleure Interprétation (Humour) pour Dave Bélisle, Anne-Élisabeth Bossé, Sonia Cordeau, Jean-François Chagnon, Julien Corriveau, Dominic Montplaisir et Jean-François Provençal
- Meilleure Réalisation (Humour) pour Dave Bélisle, Jean-François Chagnon, Julien Corriveau, Dominic Montplaisir et Jean-François Provençal
- Meilleurs Textes (Humour) pour Dave Bélisle, Sonia Cordeau, Jean-François Chagnon, Julien Corriveau, Dominic Montplaisir et Jean-François Provençal
- Meilleur Montage (Humour, variétés toutes catégories) pour Gino Civiero
- Meilleur projet numérique (site web et/ou application mobile) pour une émission ou série humour et variétés: pour Marie Brissette (Productions Marie Brissette), Jean-François Arseneau (ODD1)
- Meilleure création de costume (toute catégorie) pour Marie-Lynn Beaulieu

##### 2011
- Meilleure Série Humoristique
- Meilleure Interprétation (Humour) pour Dave Bélisle, Anne-Élisabeth Bossé, Sonia Cordeau, Jean-François Chagnon, Julien Corriveau, Dominic Montplaisir et Jean-François Provençal
- Meilleurs Textes (Humour) pour Dave Bélisle, Sonia Cordeau, Jean-François Chagnon, Julien Corriveau, Dominic Montplaisir et Jean-François Provençal
- Meilleure Réalisation (Humour) pour Claude Fafard
- Meilleur site Web pour une émission ou série (dramatique, humour, variétés ou animation) pour Marie Brissette (Productions Marie Brissette), Jean-François Arseneau (ODD1), Julie Duhaime (Télé-Québec)

##### 2010
- Meilleure Série Humoristique
- Meilleurs Textes (Humour) pour Dave Bélisle, Sonia Cordeau, Jean-François Chagnon, Julien Corriveau, Dominic Montplaisir et Jean-François Provençal
- Meilleure Réalisation (Humour) pour Claude Fafard
- Meilleur Montage (Humour, variétés toutes catégories) pour Frédéric Nassif et François Normandin
- Meilleur site Web pour une émission ou série (dramatique, humour, variétés ou animation) pour Nadine Dufour et Julie Duhaime (Télé-Québec)

##### 2009
- Meilleure Série Humoristique
- Meilleurs Textes (Humour) pour Dave Bélisle, Sonia Cordeau, Jean-François Chagnon, Julien Corriveau, Dominic Montplaisir et Jean-François Provençal
- Meilleure Réalisation (Humour) pour Gilbert Dumas et Pierre-Antoine Fournier
- Meilleur Montage (Humour, variétés toutes catégories) pour David Plasse et François Normandin
- Meilleure Interprétation (Humour) pour Dave Bélisle, Anne-Élisabeth Bossé, Sonia Cordeau, Jean-François Chagnon, Julien Corriveau, Dominic Montplaisir et Jean-François Provençal
- Meilleur site Web pour une émission ou série (dramatique, humour, variétés ou animation) pour Nadine Dufour et Julie Duhaime (Télé-Québec)

#### Gala des Olivier

##### 2013
- Série humoristique à la télé

##### 2011
- Variété humoristique de l’année

##### 2010
- Variété humoristique de l’année

#### Gala de l'ADISQ

##### 2016
- Album ou DVD de l'année - Humour pour Les Appendices chantent les chansons de la saison 8 et aucune autre, mais ils voulaient quand même un super long titre d'album

##### 2015
- Album ou DVD de l'année - Humour pour Les Appendices chantent les chansons de la 7e saison et quelques autres qu'ils trouvaient bonnes

##### 2014
- Album ou DVD de l'année - Humour pour Chantent les chansons de la sixième saison

#### Banff World Television Awards

##### 2010
- Best Comedy Program

##### 2009
- Best Comedy Program

#### Gala des prix Numix
- Prix Numix 2010: Production de convergence (Humour et Variété)

#### Gala Alternatif de la Musique Indépendante du Québec (GAMIQ)

##### 2013
- Album humour de l'année pour Les Appendices chantent (les chansons des Appendices)